# Beiers voetbalkampioenschap 1925/26
In 1925/26 werd het zestiende Beiers voetbalkampioenschap gespeeld, dat georganiseerd werd door de Zuid-Duitse voetbalbond. 
Bayern München werd kampioen en plaatste zich voor de Zuid-Duitse eindronde. Hoewel andere voetbalbonden al sinds 1924/25 ook vicekampioenen naar de eindronde stuurde koos de Zuid-Duitse bond ervoor om dit nog niet te doen. Wel werd Zuid-Duits bekerwinnaar SpVgg Fürth opgenomen in de eindronde. 
Bayern werd kampioen en Fürth vicekampioen. Beide clubs plaatsten zich voor de eindronde om de landstitel. Bayern werd in de eerste ronde met 2:0 verslagen door SV Fortuna 02 Leipzig. 
Fürth versloeg FC Viktoria Forst met 5:0, Breslauer SC 08 met 4:0 en Kieler SVgg Holstein 1900 met 3:1. In de finale nam de club het op tegen Hertha BSC en won met 4:1.
FV 1920 Nürnberg sloot zich bij ASV Nürnberg aan. 

## Bezirksliga
| Plaats | Club                  | Wed. | W | G | V  | Saldo | Ptn.  |
| ------ | --------------------- | ---- | - | - | -- | ----- | ----- |
| 1.     | FC Bayern München     | 14   | 9 | 2 | 3  | 38:21 | 20:8  |
| 2.     | 1. FC Nürnberg        | 14   | 8 | 2 | 4  | 34:18 | 18:10 |
| 3.     | SpVgg Fürth           | 14   | 8 | 1 | 5  | 34:24 | 17:11 |
| 4.     | ASV Nürnberg          | 14   | 7 | 3 | 4  | 30:28 | 17:11 |
| 5.     | SV 1860 München       | 14   | 5 | 4 | 5  | 31:26 | 14:14 |
| 6.     | FC Wacker München     | 14   | 5 | 3 | 7  | 15:30 | 11:17 |
| 7.     | VfR Fürth             | 14   | 4 | 3 | 7  | 21:33 | 11:17 |
| 8.     | SSV Schwaben Augsburg | 14   | 1 | 2 | 11 | 17:40 | 4:24  |

|  | Kampioen, geplaatst voor Zuid-Duitse eindronde        |
|  | Geplaatst voor Zuid-Duitse eindronde als bekerwinnaar |
|  | Deelname Degradatie/Promotie eindronde                |

## Kreisliga

### Promotie-eindronde
| Plaats | Club                | Wed. | W | G | V | Saldo | Ptn.  |
| ------ | ------------------- | ---- | - | - | - | ----- | ----- |
| 1.     | FC Fürth            | 10   | 6 | 2 | 2 | 32:19 | 14:06 |
| 2.     | 1. FC 1910 Bayreuth | 10   | 5 | 2 | 3 | 27:16 | 12:08 |
| 3.     | Kickers Würzburg    | 10   | 5 | 2 | 3 | 22:21 | 12:08 |
| 4.     | SV Schwaben Ulm     | 10   | 4 | 2 | 4 | 24:26 | 10:10 |
| 5.     | SV Ingolstadt       | 10   | 3 | 1 | 6 | 23:31 | 07:13 |
| 6.     | Jahn Regensburg     | 10   | 1 | 3 | 6 | 20:35 | 05:15 |

|  | Promotie naar Bezirksliga              |
|  | Deelname Degradatie/Promotie eindronde |

## Degradatie/Promotie eindronde
| Plaats | Club                  | Wed. | W | G | V | Saldo | Ptn.  |
| ------ | --------------------- | ---- | - | - | - | ----- | ----- |
| 1.     | FC Wacker München     | 6    | 5 | 0 | 1 | 26:09 | 10:02 |
| 2.     | SSV Schwaben Augsburg | 6    | 3 | 0 | 3 | 14:20 | 06:06 |
| 3.     | Kickers Würzburg      | 6    | 2 | 0 | 4 | 16:19 | 04:08 |
| 4.     | SV Schwaben Ulm       | 6    | 2 | 0 | 4 | 12:20 | 04:08 |

|  | Behoud Bezirksliga |